# Rosarium (Utrecht Oudwijk)
Het Rosarium Oudwijk in de Nederlandse stad Utrecht is een rosarium (rozentuin) in de buurt Wilhelminapark en omgeving aan de oostzijde van de stad. De tuin maakt deel uit van een groenstructuur in noord-zuidrichting die het Wilhelminapark verbindt met het Hogelandsepark, evenals het Oorsprongpark. Het kent overdag vrije toegang en is erkend als gemeentelijk monument.
Het rosarium beslaat een oppervlakte van circa 40 bij 80 meter en werd van 1911 tot 1913 aangelegd naar ontwerp van de Utrechtse tuinarchitect J.J. Denier van der Gon. Initiatiefnemer tot de aanleg was de vereniging van rozenkwekers Nos Jungunt Rosae (ons verenigen de rozen). De rozentuin kende 11 vakken met daarin 150 roosvariëteiten en centraal een fontein. Op 7 juni 1913 werd het rosarium door de vereniging aan de gemeente overgedragen, maar bleef in onderhoud bij de vereniging tot 1938.
In de tuin zijn de beelden Vechtende kalkoenen uit 1965 van Theo Mulder en Twee Rustende Duiven uit 1985 van Janko Berman te zien. Er is een gedenksteen ter herinnering aan tien verzetslieden die op 7 mei 1945 nog omgekomen zijn.
Het rosarium ligt aan het open gebied ten noorden van het Wilhelminapark.  Naast de rozentuin is een kleine kinderspeelplaats. Ten noorden er van ligt  begraafplaats Sint-Barbara.